# Loricaria lundbergi
Loricaria lundbergi es una especie de peces de la familia Loricariidae en el orden de los Siluriformes.

## Morfología
Los machos pueden llegar alcanzar los 13,8 cm de longitud total.

## Distribución geográfica
Habita en Sudamérica: Brasil y Venezuela.